# 엑수마

엑수마

엑수마(영어: Exuma)는 바하마의 군도이자 구로 면적은 250km2, 인구는 6,928명(2010년 기준)이다. 2000년부터 2010년 사이 엑수마의 인구 수는 2배 이상으로 증가했다. 365개에 달하는 환초로 구성되어 있다.